# Herta Hammerbacher

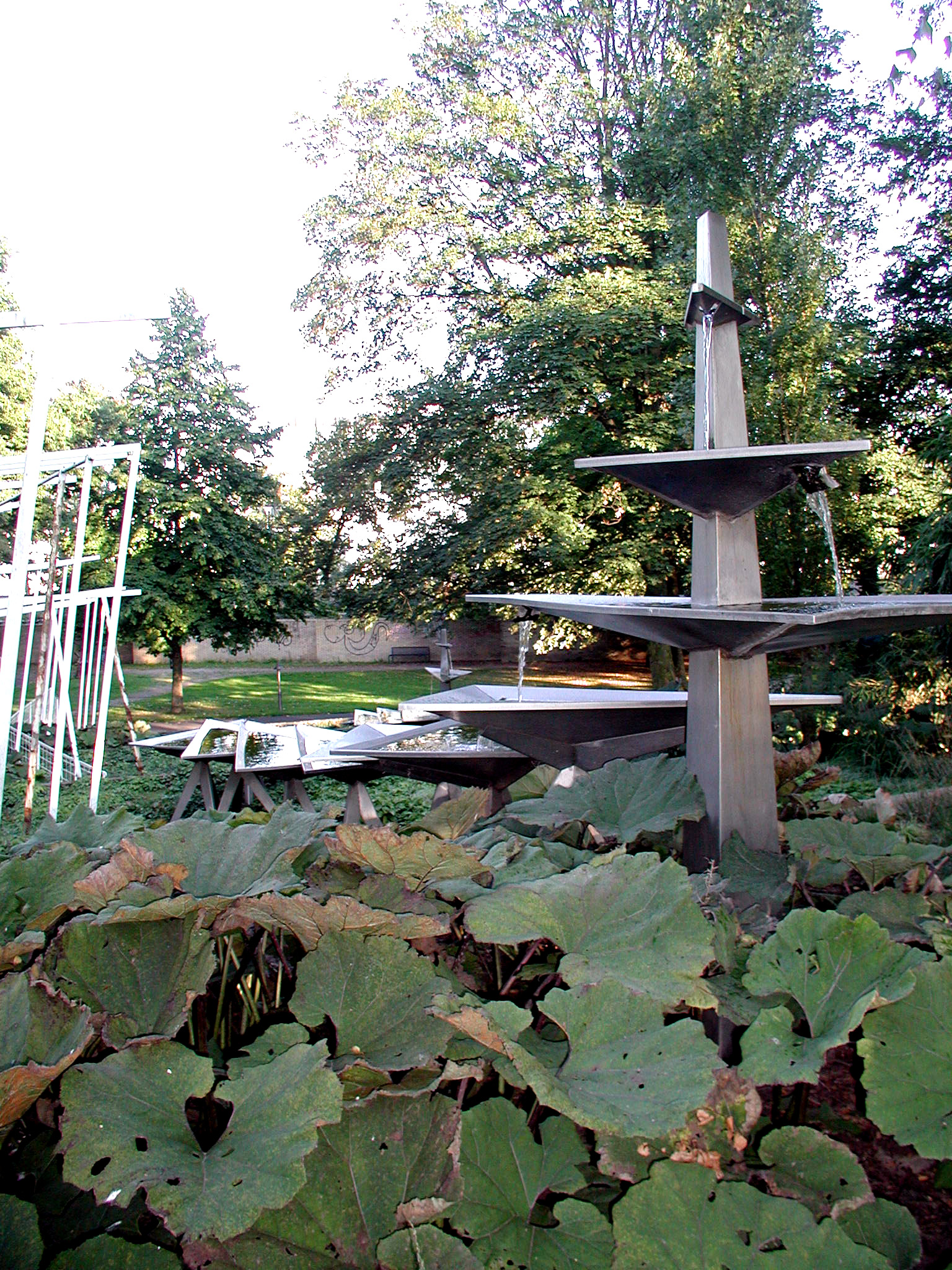
Terrasse aquatique de Herta Hammerbacher dans le Rheinpark de Cologne

Herta Hammerbacher née le 2 décembre 1900 à Munich, morte le 25 mai 1985 à Niederpöcking près de Starnberg est une architecte paysagiste allemande.

## Biographie
Herta Fernanda Conradine Hammerbacher est la fille de Johannes Hammerbacher, ingénieur mécanique et de Louise, née Freiin von Feilitzsch. Elle grandit à Nuremberg, siège de l’usine Spaeth, Aix-la-Chapelle, Hanovre et Iéna. En 1911, la famille déménage à Berlin. Herta Hammerbacher fréquente le lycée pour filles Cecilienschule à Berlin-Wilmersdorf.
En 1917, elle entre en apprentissage en horticulture à Burtenbach, qu'elle poursuit de 1918 à 1919 dans les jardins du palais de Potsdam-Sanssouci. Elle rencontre le jardinier Karl Foerster, dont les idées d'aménagement de jardin l'influencent.
De 1919 à 1920, elle travaille à la pépinière Hellwig à Gartz et rencontre Wolfgang Schadewaldt, qui l'initie à l'humanisme grec. De 1920 à 1924, elle travaille dans la région du lac de Constance. Elle écrit également des nouvelles et joue le premier violon alto dans l'orchestre Symposia de Lindau.
En 1924, elle commence ses études à l'Institut supérieur d'enseignement et de recherche en horticulture (LuFA) de Berlin-Dahlem. En 1926, elle réussit ses examens de technicienne horticole diplômée d'État. De 1926 à 1928, elle travaille chez Ludwig Späth, à Berlin-Baumschulenweg. Il s'agit alors de la plus grande pépinière d'Europe. Elle réalise de manière indépendante les commandes provenant de l'étranger. L’historicisation et l’académisme dominent alors l’architecture paysagère en Allemagne.
Dans les années 1920 et 1930, Herta Hammerbacher fait partie du cercle de Bornim, autour de Karl Foerster, Eva Foerster, de l'architecte paysagiste Hermann Mattern et des architectes de jardins Walter Funcke, Hermann Göritz, Karl-Heinz Hanisch, Richard Hansen, Gottfried Kühn, Alfred Reich et Berthold Körting. L'idée d'un nouveau jardin émerge.
En 1928, elle épouse Hermann Mattern. Elle travaille comme architecte paysagiste avec Egon Eiermann - pour lequel elle conçoit l'espace extérieur de la Villa Kurt Dienstbach - ainsi qu'Otto von Estorff et Gerhard Winkler, qui a développé le style des maisons de campagne dans la région de Potsdam des années 1930.
En 1934, Herta Hammerbacher, Karl Foerster et Hermann Mattern remportent le premier prix au concours de jardins lors de l'Exposition de la colonie allemande, à Munich. Leur projet de jardin paysager devient le modèle de référence du régime nazi pour les maisons familiales. Herta Hammerbacher travaille pour la direction des postes du Reich en 1938, le ministère de la Propagande du Reich, le service du travail du Reich en 1940 ainsi que pour plusieurs personnalités nazies, Wilhelm Ohnesorge, Karl Hanke. Entre 1938 et 1941, elle crée les installations extérieures de trois camps de travail pour les conscrits destinés à l'industrie de l'armement dans le Mecklembourg et le Brandebourg. De 1940 à 1944, elle travaille en Pologne occupée par l'Allemagne.
Après 1946, elle travaille avec Hans Scharoun pour la reconstruction de Berlin. En 1946, elle est maître de conférences en aménagement paysager et jardin à la TU de Berlin récemment rouverte. Elle y est professeure de 1950 jusqu'à sa retraite en 1969.
En 1966, Herta Hammerbacher travaille avec sa fille Merete Mattern, pour le concours d'architecture de Düsseldorf, Ratingen-West, afin d'accueillir 15 000 nouveaux habitants. Ce projet propose une vision nouvelle de l'urbanisme perçu comme utopique par le jury qui ne le retient pas.
Envahie par la culpabilité pour sa participation au régime nazi, Herta Hammerbacher rejette le modèle du jardin paysager et se réfugie dans une démarche théorique et utopiste. Elle développe les fondements théoriques et philosophiques du paysage. Elle formalise que l'aménagement paysager doit être la base du développement urbain. Elle proclame l'interaction entre architecture, architecture du paysage et urbanisme.
Elle a créé environ 3 500 projets privés et publics. On peut citer, les jardins du cimetière boisé de Zehlendorf, le campus nord de la TU Berlin et le jardin d'été de la tour radio. Dix des jardins qu'elle a conçus sont classés, dont les espaces extérieurs du bâtiment architectural de la TU Berlin et les jardins de l'actuelle résidence de l'ambassadeur de Suède, Villa Ehrenfeucht, sur la Pücklerstrasse à Dahlem.
Les documents des projets de Herta Hammerbacher sont conservés au Musée de l'architecture de Berlin.

## Réalisations
- jardins familiaux Schwebes en 1954, Mohr en 1957, Springer en 1968

- Parc universitaire sur le site principal de l'Université technique de Berlin, 1952

- Aménagement paysager du barrage de Neuötting Inn, 1950[12]

- Centre scolaire Hilden, 1959-1962[13]

- Parc de la Clinique Paracelse Marl, 1955-1960[14]

- Espace extérieur du quartier HansaViertel de Berlin[15]
- Bundesgartenschau de Cologne, 1971[16]

## Prix et distinctions
- Premier prix au concours du Salon fédéral des jardins de Kassel, 1953

- Troisième prix au concours du Salon international des jardins de Hambourg, 1973

- Friedrich-Ludwig-von-Sckell-Ehrenring (de), Académie bavaroise des beaux-arts, 1985[17]

## Publications
- (de) Beiträge zur Problematik der Beziehungen zwischen Freiraum und Bauwerk, Berlin, Universitätsbibliothek d. Techn. Universitat, 1975